# 6月11日
6月11日是公历一年中的第162天（闰年第163天），离全年结束还有203天。

## 大事記

### 20世紀以前
- 1345年：東羅馬帝國大都督阿歷克塞·阿波考寇斯在考察新建立的監獄時，遭到囚犯以私刑殺害。
- 1358年：元朝末年刘福通率紅巾軍占领开封，定为他宣称复辟的宋的首都。
- 1770年：英國航海家詹姆士·庫克的奮進號三桅帆船在經過澳洲大堡礁一處淺灘時觸礁受損。
- 1898年：清朝皇帝光绪颁布《明定国是诏》，开始了戊戌变法这一政治改革运动。

### 20世紀
- 1903年：塞爾維亞國王伉儷遭暗殺引發政變。
- 1937年：苏联元帅米哈伊尔·图哈切夫斯基等数名红军高级将领在大清洗期间被以叛国罪名处决。
- 1938年：日本华中方面军向安徽省安庆市发动进攻，武汉会战爆发。
- 1945年：中国共产党第七次全国代表大会在延安閉幕。
- 1955年：在法國利曼舉行的利曼24小時耐力賽發生嚴重賽車事故，造成84人死亡和120人受傷。
- 1963年：越南共和国比丘释广德在首都西贡街头点燃汽油自焚，以抗议吴廷琰政府的佛教政策。
- 1963年：美国阿拉巴马州州长乔治·华莱士站立于阿拉巴马大学礼堂门口，试图阻止非洲裔学生入学。
- 1966年：新加坡當局根據一個在日佔時期受日軍虐待的生還者提供的線索，發現一個亂葬崗，掘出二千多副骸骨，後來當局再於三十多處不同的地點發現數千副骸骨，相信他們都是在日佔時期被日軍殺害。日本於1942年到1945年佔領新加坡。
- 1971年：中華民國政府嚴重聲明釣魚臺列嶼為其領土之一部分，對美國擅自將琉球交予日本至為不滿[1]。
- 1982年：美国导演斯蒂芬·斯皮尔伯格执导的科幻电影《E.T.外星人》首映。
- 1997年：民視開播。

### 21世紀
- 2004年：卡西尼－惠更斯号掠过土卫九。
- 2007年：香港一輛無載人的昂坪360纜車在赤鱲角南路從高處墜毀，政府勒令纜車系統停駛超過六個月。
- 2009年：世界衛生組織宣布將A型流感病毒H1N1亞型引發的疫情警戒級別提升至最高的第六級。
- 2010年：第十九届世界杯足球赛在南非開幕。
- 2015年：中共中央政治局常委、中央政法委书记周永康的系列案件由天津市第一中级人民法院宣判，周永康被判处无期徒刑，剥夺政治权利终身，并处没收个人财产，“刑不上常委”的规矩正式被打破。
- 2017年：西班牙選手拉斐尔·纳达尔獲得2017年法國網球公開賽男子单打比赛的冠軍，成為史上第一位能在單一大滿貫拿下十座冠軍的網球選手。

## 出生
- 1456年：安妮·内维尔，英格兰王后，理查三世的王后（1485年逝世）
- 1662年：德川家宣，日本江戶幕府第6代征夷大將軍（1712年逝世）
- 1726年：瑪麗亞·特蕾莎·拉法埃拉，法兰西王国太子妃和西班牙公主（1746年逝世）
- 1776年：约翰·康斯特勃，英國風景畫畫家（1837年逝世）
- 1783年：柳亭種彥，日本江戶時期作家（1842年逝世）
- 1862年：費爾南·寇蒂，法國天文學家（1921年逝世）
- 1864年：里夏德·施特劳斯，德國作曲家、指挥家（1949年逝世）
- 1867年：伊能嘉矩，日本人类学家、民俗学家 (1925年逝世)
- 1867年：夏爾·法布里，法國物理學家 (1945年逝世)
- 1879年：羅傑·布瑞斯納罕，美國職業棒球運動員（1944年逝世）
- 1886年：冈本一平，日本小說家、漫畫家（1948年逝世）
- 1894年：豐田喜一郎，日本企業家，豐田汽車創辦人（1952年逝世）
- 1895年：尼古拉·布爾加寧，蘇聯政治家、國務活動家，曾任蘇聯部長會議主席（1958年逝世）
- 1895年：郑伯奇，中國电影剧作家、小说家、文艺理论家（1979年逝世）
- 1902年：厄尼·內弗斯，美國職業美式足球運動員、教練（1976年逝世）
- 1909年：殷夫，中國作家，左聯五烈士之一（1931年逝世）
- 1910年：江文也，台灣作曲家（1983年逝世）
- 1910年：雅克-伊夫·庫斯托，法國海軍軍官、探險家、生態學家、電影製片人、攝影家、作家、海洋及海洋生物研究者（1997年逝世）
- 1912年：範雄，越南總理(1988逝世)
- 1914年：艾惕思，英國外交官（1983年逝世）
- 1928年：法比奧拉，比利時王后（2014年逝世）
- 1930年：查爾斯·蘭格爾，美國政治人物，曾任紐約州聯邦眾議員（2025年逝世）
- 1932年：奧金寶，菲律賓裔香港樂隊領班、編曲家、作曲家（2023年逝世）
- 1937年：罗宾·沃伦，澳大利亞病理學家（2024年逝世）
- 1937年：戴維·芒福德，美國數學家
- 1939年：傑奇·史都華，英國前一級方程式車手，有「飛行蘇格蘭人」之稱
- 1940年：皮萊凱澤拉·穆波科，辛巴威政治人物、外交官、商人（2024年逝世）
- 1946年：喬安妮·史特布比，美國生物化學家
- 1953年：林嶺南，香港著名編劇
- 1953年：若澤·博韋，法國左翼政治家
- 1959年：張光北，中國男演員
- 1959年：休·羅利，英國男演員、喜劇演員、作家、音樂家
- 1962年：關俊彥，日本男性聲優
- 1965年：鄧麗盈，香港女藝人
- 1965年：澤口靖子，日本女演員
- 1969年：彼特·丁拉基，美國男演員
- 1970年：蔣篤慧，台灣配音員（2019年逝世）
- 1970年：德米特里·烏特金，俄羅斯軍官，瓦格納集團領導人（2023年逝世）
- 1970年：姜鎬童，韓國主持人、喜劇演員
- 1971年：馬世芳，台灣作家、廣播人、音樂評論家
- 1971年：津田健次郎，日本男性聲優
- 1972年：吳振天，新加坡男演員
- 1974年：蕭彤雯，台灣電視主播
- 1975年：丘台名，台灣配音員
- 1975年：崔志宇，韓國女演員
- 1975年：約翰·圖伊，紐西蘭男演員
- 1976年：陳建隆，台灣男演員
- 1976年：栗林美奈實，日本女性聲優、歌手
- 1977年：金喜善，韓國女演員
- 1981年：桑蘭，中國女子體操運動員
- 1982年：林志傑，台灣籃球員
- 1982年：梁又琳，台灣演員
- 1982年：翁瑞迪，台灣歌手
- 1983年：安嘉·魯貝克，波蘭超級名模
- 1986年：兒玉明日美，日本女性聲優
- 1986年：西亞·李畢福，美國男演員
- 1987年：歐陽萬成，香港裔美國男演員、脫口秀演員、作家
- 1987年：田中理惠，日本女子競技體操運動員
- 1988年：新垣結衣，日本模特兒、女演員
- 1988年：濱崎里緒，日本AV女優
- 1990年：高庚杓，韩國男演員
- 1991年：盧卡斯·東特，比利時電影導演
- 1992年：澤井杏奈，日本女演員、歌手
- 1992年：派翠克·法蘭茲卡，德國男子乒乓球運動員
- 1993年：間宮祥太朗，日本男演員
- 1993年：許含光，台灣男歌手
- 1993年：大坪由佳，日本女性聲優
- 1996年：佐佐木彩夏，日本女子偶像團體桃色幸運草Z成員
- 1996年：傑西，日本男子偶像團體SixTONES成員
- 1997年：夏瀚宇，中國男子偶像團體UNINE成員
- 2001年：比利·吉爾摩，蘇格蘭職業足球運動員
- 2001年：奧薩姆·薩羅伊，摩洛哥裔挪威職業足球運動員
- 2002年：邱彥筒，香港女歌手

## 逝世
- 840年：淳和天皇，日本第53代天皇（786年出生）
- 1294年：罗吉尔·培根，英国实验科学家（1214年出生）
- 1345年：阿歷克塞·阿波考寇斯，東羅馬帝國政治家、軍事家
- 1488年：詹姆斯三世，蘇格蘭國王（1452年出生）
- 1587年：大友宗麟，日本戰國時代九州大名（1530年出生）
- 1727年：喬治一世，漢諾瓦選帝侯、英國國王（1660年出生）
- 1847年：約翰·富蘭克林，英國船長及北極探險家（1786年出生）
- 1847年：唐·阿方索，巴西帝國皇太子（1845年出生）
- 1852年：卡爾·布留洛夫，俄羅斯畫家（1799年出生）
- 1859年：克萊門斯·梅特涅，奥地利外交家（1773年出生）
- 1885年：孤拔，法國海軍中將，遠東艦隊司令，《中法天津条约》签订后两天即因霍亂病逝於澎湖馬公（1826年出生）
- 1909年：弗雷德里克·海恩斯，英國陸軍軍官（1819年出生）
- 1911年：詹姆斯·柯蒂斯·赫本，美國醫生、教育家、翻譯家（1815年出生）
- 1934年：利維·維谷斯基，蘇聯心理學家（1896年出生）
- 1937年：米哈伊爾·圖哈切夫斯基，蘇聯元帥（1893年出生）
- 1944年：鄧雨賢，台灣音樂家（1906年出生）
- 1948年：阿尔伯特，世界上第一名猴航天员。（生年不详）
- 1963年：沈钧儒，中国社会活动家（1875年出生）
- 1965年：若澤·門德斯·卡貝薩達斯，葡萄牙海軍軍官、政治人物（1883年出生）
- 1963年：釋廣德，越南僧人，在西贡闹市街头点燃汽油引火自焚，以此抗议吳廷琰政府的宗教政策（1897年出生）
- 1970年：亞歷山大·費奧多羅維奇·克倫斯基，俄羅斯政治家、革命家，第2任俄羅斯臨時政府部長主席（1887年出生）
- 1979年：約翰·韋恩，美國男演員（1907年出生）
- 1983年：李苦禪，中國畫家（1899年出生）
- 2004年：米歇爾·羅什，法國男子馬術運動員（1939年出生）
- 2006年：杨嘉墀，中國科學院院士，自動控制專家（1919年出生）
- 2014年：第十四世夏瑪巴·米龐確吉羅佐，藏傳佛教噶瑪噶舉派的第十四世夏瑪巴（1952年出生）
- 2020年：賽·斯特魯洛維奇，加拿大男子籃球運動員（1925年出生）
- 2022年：貝恩德·布蘭施，德國男子足球運動員（1944年出生）
- 2023年：劉守仁，中國羊與羊毛學專家（1934年出生）
- 2023年：青木幹雄，日本政治人物（1934年出生）
- 2024年：王永志，中国航天工程技术人员（1932年出生）
- 2025年：布萊恩·威爾森，美國音樂家、詞曲作家、歌手、唱片製作人（1942年出生）
- 2025年：何柱國，香港商人、港區全國政協常委（1949年出生）
- 2025年：陳婉真，臺灣新聞工作者、政治人物（1950年出生）

## 节假日和习俗
- 国际猞猁日
- 國際破防日
- 巴西：海軍節
- 美国夏威夷州：卡美哈梅哈日（英语：King Kamehameha I Day）